# Амелобластома
Амелобластома — доброякісна пухлина, що походить з епітелія зубного сосочка, клітинних елементів емалевого органу або з деріватів його глибоких шарів — клітин Малассе та Серре.
Незалежно від походження адамантинома (1,0 % всіх кистозних утворів щелеп, виникають у осіб молодого та середнього віку, у 80,0 — 92,0 % випадків локалізується у нижній щелепі, у зоні кута, гілки та дистальних відділів тіла щелепи — ділянки молярів та премолярів) емалі не продукує.

## Форми амелобластоми
Розрізняють солідну та кистозну форму захворювання, при новотворах значної величини процес поширюється на оточуючі м'які тканини.
Кистозна форма представлена значною кількістю порожнин мультициклічного характера, розділених переділками з кісткової тканини. Зрідка кистозна форма адамантиноми може бути однокамерною, містячи в собі непрорізаний зуб, нагадуючи фолікулярну кисту, однокамерність при цьому зумовлена злиттям кистозних порожнин. Щелепа у місці патології деформується, обличчя стає асиметричним в дистальних відділах. Періостальна реакція, як правило, відсутня, зуби не зміщені. Прозорість тіні багатокамерної пухлини неоднорідна, максимальна — в центрі, інколи спостерігаються запальні ускладнення у одній з кист, ерозії коренів, на відміну від остеобластокластоми, не спостерігається.
При солідній формі візуалізується округлої чи овальної форми поодиноке прсвітлення переважно в ділянці кута нижньої щелепи. Диференціювати солідні адамантиноми слід від епітеліальних кист та дрібносотистих утворень, зокрема остеобластокластоми.